# Matthieu Bataille
Ne doit pas être confondu avec le joueur de handball Mathieu Bataille.
Matthieu Bataille, né le 26 juillet 1978 à Cucq dans le Pas-de-Calais, est un judoka français évoluant en toutes catégories ou en plus de 100 kg. Licencié au club de ASE JUDO, anciennement à Chilly-Mazarin et Levallois, le Français est triple médaillé de bronze mondial en 2007, 2008 et 2010 en toutes catégories. Champion du Monde par équipe, il qualifie l’équipe de France pour la finale des mondiaux en remportant les deux points décisifs en quart et en demi-finale. Aujourd’hui arbitre international de judo, il officie dans les plus grands tournois du monde. Il vient d’être nommé Superviseur des arbitres au sein de la Fédération Internationale de Judo .

## Biographie
Matthieu Bataille est né le 26 juillet 1978 à Cucq dans le Pas-de-Calais.

### Carrière de compétiteur
Sélectionné en équipe de France pour participer aux Jeux olympiques de 2004 à Athènes, le judoka est éliminé au premier tour du tournoi des plus de 100 kg face à l’ouzbek Tangriev. Quelques mois plus tard, il remporte le titre européen en toutes catégories.
En 2007, après avoir conquis le titre de champion de France des plus de 100 kg face à Teddy Riner, son troisième titre après ceux de 2003 et 2004, il remporte la médaille de bronze en toutes catégories lors des Championnats du monde de Rio de Janeiro. Juste après les Mondiaux, Bataille annonce vouloir tenter de participer aux Jeux olympiques de Pékin dans la catégorie des moins de 100 kg. La catégorie open ne figurant pas au programme olympique et Teddy Riner étant devenu champion du monde chez les poids lourds, le Français doit ainsi perdre une vingtaine de kilos pour prétendre à une seconde participation olympique. Il ne déméritera pas dans cette nouvelle catégorie.

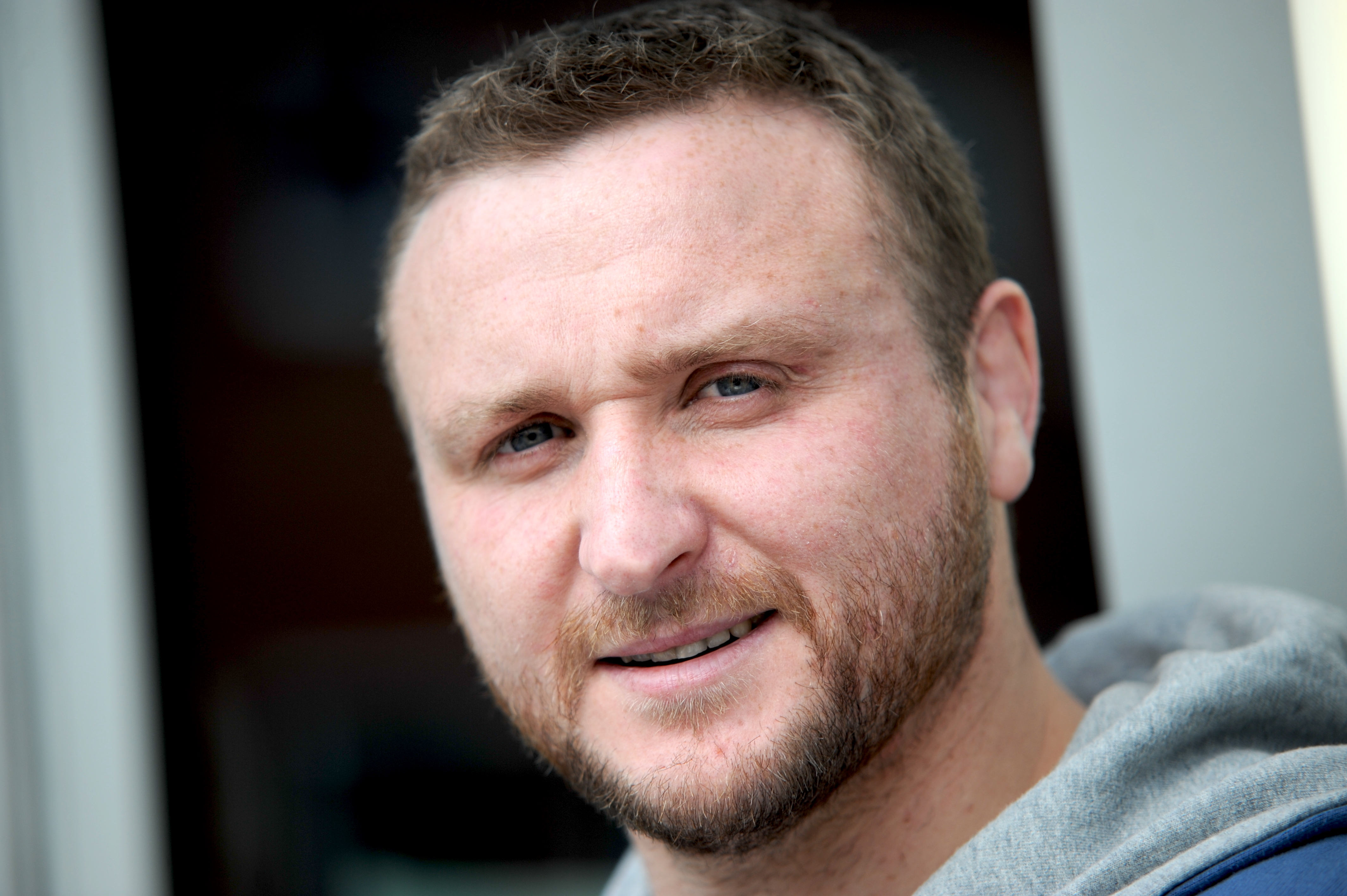
Matthieu Bataille, le 15 avril 2010 à l'Insep.

Matthieu Bataille remporte la médaille de bronze en plus de 100 kg deux ans plus tard lors des Championnats du monde 2010 disputés à Tokyo et remportés par Teddy Riner.
Matthieu Bataille marque les esprits en 2011 en remportant un combat décisif, devant plus de 20 000 personnes, pour la première place au mondial par équipe de Bercy.

### Carrière d'arbitre
Après 15 ans en Équipe de France, il devient arbitre international en mai 2017 en recevant la qualification Licence A.
En 2021, il fait partie des 16 arbitres sélectionnés pour officier lors Jeux Olympiques de Tokyo.
Fin 2023, il est classé meilleur arbitre européen.
Juillet 2024 : arbitre officiel des Jeux Olympiques de Paris
2025 : arbitre et superviseur IJF 

### Carrière d'entraîneur
Depuis le mois de septembre 2012, il assure les cours de judo du club d'Étaples (proche de sa ville natale, Cucq) , une fois par semaine il encadre un groupe pour les personnes en situation de handicap ( ITEP, IME …) et crée une école de judo dans un établissement scolaire du 1er degré. Il assure également les entraînements au Judo Club de Berck depuis 2021.
Matthieu est régulièrement aperçu dans les compétitions de judo de poussins à seniors , du local à l’international.

## En dehors du judo
Matthieu Bataille intervient régulièrement dans l'émission de télévision d'Arthur Vendredi tout est permis à partir d'octobre 2013.
Il lui arrive d’être consultant pour les chaînes de TV lors des grands rendez-vous de judo .
Exerçant le métier de policier de 2004 à fin 2013, il devient ensuite éducateur sportif dans les communes d'Étaples et du Touquet,.

## Palmarès

### Championnats du monde

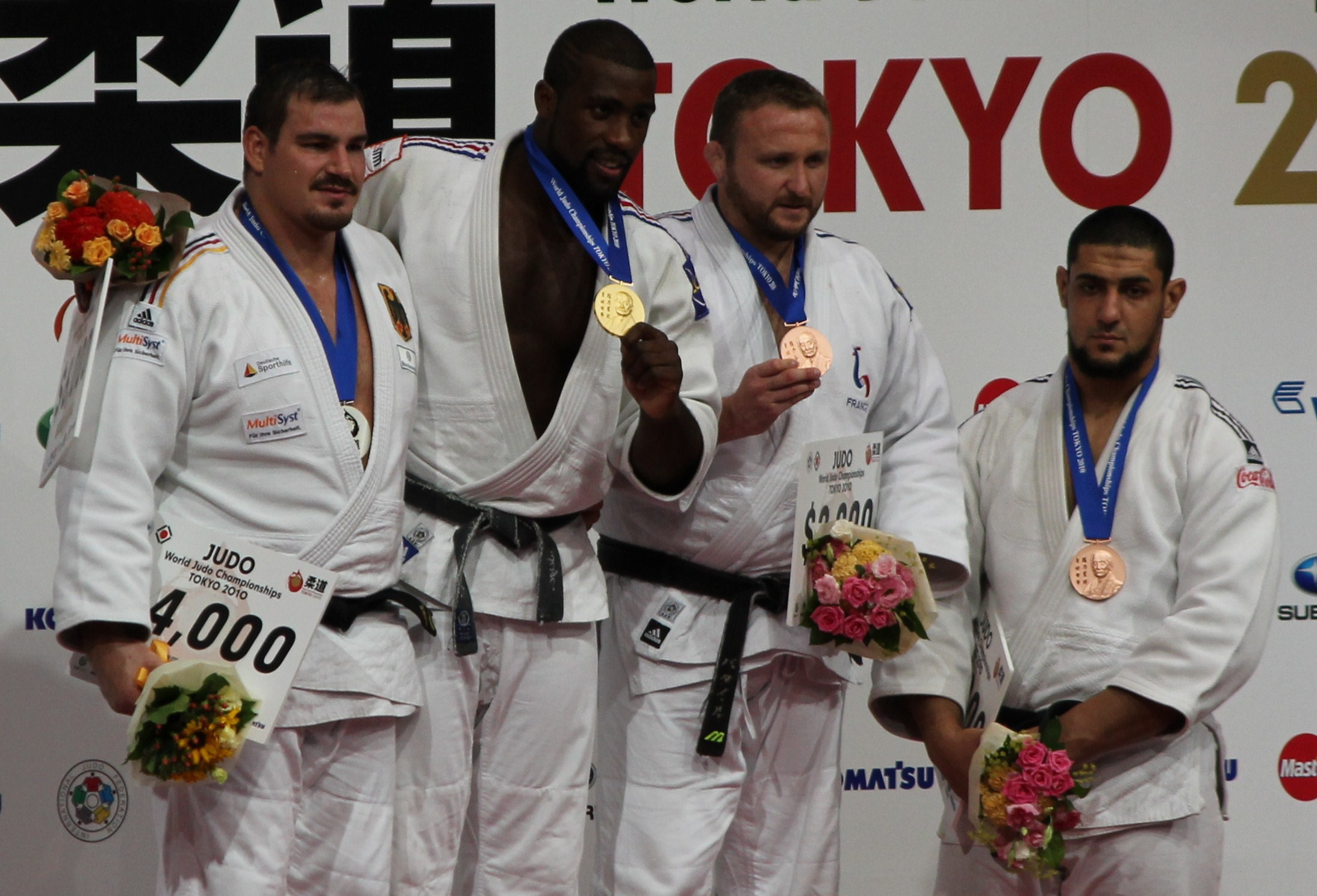
Podium des Championnats du monde 2010 organisés à Tokyo. Bataille, troisième en partant de la gauche, y côtoie, de gauche à droite, l'Allemand Tölzer, son compatriote Riner et l'Égyptien El Shehaby.

- Championnats du monde 2010 à Tokyo (Japon) :
  -  Médaille de Bronze en catégorie +100 kg
- Championnats du Monde open 2008 à Levallois (France) :
  -  Médaille de Bronze
- Championnats du monde 2007 à Rio de Janeiro (Brésil) :
  -  Médaille de Bronze en toutes catégories.

### Championnats d'Europe
- Championnats d'Europe open 2005 à Moscou (Russie) :
  -  Médaille de Bronze.
- Championnats d'Europe open 2004 à Budapest (Hongrie) :
  -  Médaille d'Or.

### Championnats de France
- Médaille de Bronze lors des Championnats de France 2010.
- Médaille d'Or lors des Championnats de France 2007.
- Médaille d'Or lors des Championnats de France 2004.
- Médaille d'Or lors des Championnats de France 2003.
- Médaille de Bronze lors des Championnats de France 2003.
- Médaille de Bronze lors des Championnats de France 2001.

### Divers
- Par équipes :
  -  Médaille d'Or lors de la coupe d'Europe des Clubs en 2011 à Antalya (Turquie).
  -  Médaille d'Or lors des Mondiaux en 2011 à Paris (France).
  -  Médaille d'Or lors des Championnats de France en 2011 Amiens (France).
  -  Médaille d'Or lors des Championnats de France en 2009 à Paris (France).
  - Médaille d'Or lors des Championnats de France en 2008 à Paris (France).
  -  Médaille de Bronze lors de la coupe d'Europe des Clubs en 2008 à Tallinn (Estonie).
  -  Médaille de Bronze lors des Mondiaux en 2006 à Paris (France).
- Jeux Méditerranéens :
  -  Médaille de Bronze lors des Jeux Méditerranéens 2001 à Tunis.
- Championnat d'Europe de la police :
  -  Médaille d'Or lors des Championnats d'Europe de la police en 2011 à Paris (France).
  -  Médaille d'Or lors des Championnats d'Europe de la police en 2007 à Moscou (Russie).

### Autres
- Judo, Grade : Ceinture blanche et rouge 6e DAN au 24 novembre 2014[9].